# عبقرية الحضارة العربية
عبقرية الحضارة العربية هو عنوان الكتاب الذي ألفة أوليغ غرابار وهو كتاب مصور، يدخل القارئ إلى المنجزات الثقافية والتراث الثقافي للعرب.
المواضيع الرئيسية: الدور العربي في الثقافة الإسلامية، والأدب، والفلسفة والتاريخ والعمارة الفنون، والعلوم الدقيقة، وعلوم الحياة، التكنولوجيا الميكانيكية، والتجارة. وتتضمن هذه الطبعة الجديدة فصلا عن الموسيقى العربية، بما في ذلك الرسوم والصور والخط.
الأبواب الأخرى قد تم تحديثها وكذلك دليل ريدينج توسع كبير.

## بعض محتويات الكتاب

### العمارة والفن
العرب منذ القدم عبروا عن قيمهم الروحية والعملية عن طريق أشكال رمزية ذات جمال مميز. الكثير منها غير معروف.
مدنهم، مثل البتراء، الحضر في العراق، تدمر في سوريا ومدائن صالح في السعودية، كانت مليئة بالتماثيل والمعالم المعمارية. ولكن بالرغم من تنوع الخصائص الجمالية يبدو أنها تأتي من ذوق إغريقي وروماني أو من تراث إيراني.
الفن في اليمن كان أكثر أصولاً أثار الأماكن المقدسة والعامة تعطي الفكرة عن الضخامة التي كانت موجودة في الفكر العربي، مثل الزخرفة والتماثيل في قصر غمدان (Ghudman) والأعمال الهندسية في سد مأرب. ولكن القليل من هذه الأعمال قُيم بشكل دقيق.
في الشمال مملكة اللخميون (أو المناذرة) في العراق والغساسنة في سوريا كانوا في ازدهار قبل الإسلام. ولكن في كثير من الأحيان أثار هذه الممالك تعتمد على أساطير على حقائق. قصر الخورنق كان مذكور فمن قبل الشعراء لمدة قرون ولكن عدم وجود حفريات واستكشافات يجعل من المستحيل معرفة إذا كان هناك في الحضارة قبل السلام عمارة تستحق الاهتمام.

### الوظائف المعمارية
في الفترة المبكرة للإسلام، مكان الاجتماعات كان بيت الرسول في المدينة، ثم في المصلى الذي كان يشيد خارج المدينة.
المسلمون نظموا أنفسهم في قواعد اجتماعية كان فيها الدين المرجع المطلق.
الجامع مكان للمناقشات السياسية والاجتماعية وللتعليم.
نظراً للاحتياجات لم يكن هناك مباني ذات حجم كبير، غير المسجد، وطبعاً باستثناء العمارة الروماني التي كانت موجودة آنذاك. التي تكيفت مع الوظيفة الجديدة.
86-.
فضل هذه التطورات يعود إلى الأمراء الأمويين. حيث المساجد أصبحت أكثر تفصيلية بالنسبة للتقشف الذي تميزت فيه المساجد الأولى. المسجد أصبح كمكان منظم ذو مساحة واسعة وتصميم مرن مع مناطق مظللة وعدد قليل من الرموز. هذا النوع من المساجد انتشر آنذاك في الهلال الخصيب. والذي أصبح نموذج للمساجد في كل الوطن العربي باستثناء إيران وتركيا حيث صمموا أشكال مختلفة.
من نماذج المساجد المهمة يوجد:
- مسجد قرطبة (القرن الثامن - العاشر)
- مسجد القيروان (القرن 8 - 9)
- مسجد عمر ابن العاص، الحكيم (القرن 7 - 11),
- مسجد الأقصى (القرن 8)
- مسجد سامراء (أو الملوية) (القرن 9)

كان هناك القليل من التغيرات في المساجد في الفترة الأخيرة، أي في القرن 12 و 13, مثل مسجد الرباط، فاس، مراكش، القاهرة، حلب، الموصل.
في مساجد مثل القيروان وقرطبة كان هناك إضافات تتعلق بالزخرفة حول المحراب.
	كان المسجد من أبرز معالم الحضارة الإسلامية وأكثرها دلالة على الدين الإسلامي.
في أوائل القرن الثامن عشر ظهر ما يسمى (ribat) وهي مؤسسة دينية؟هرت على حدود الأراضي الإسلامية واحتوى الفئات غير المسلمة في الدولة الإسلامية وسمي ب (دار الإسلام)
أهم ثلاث معالم للعمارة الإسلامية:
- المساجد: الجوامع الصغيرة التي كان يتو بنائها ورعايتها من قبل أشخاص أو جماعات صغيرة، انتشرت
- المساجد في كل المدن الإسلامية في القرن العاشر والحادي عشر.وأصبحت المساجد نقاط مميزة للدولة الإسلامية.
- اكتسبت المساجد أهميتها دينيا لأنها كانت تعكس اندماج جميع فئات المجتمع معا، كما اكتسبت أهمية معمارية

لأنها كانت تعرض عناصر جمالية مختلفة؛ مثل المآذن والمنارات العالية والواجهات المعالجة.
- المدافن أو الأضرحة: مباني أعطت خصوصية لمقابر الصحابة والخلفاء، وأكد دورها ظهور الطوائف مُل الشيعة (إذ كان الإمام علي- زوج السيدة فاطمة بنت الرسول عليه الصلاة والسلام-ذا مكانة كبيرة عندهم).
- المدرسة: كون الإسلام دين جاء ليأكد مكارم الأخلاق ويرفع من مستوى المسلمين بدراسة القرآن والسنة؛

ظهرت المدارس والتي كانت بداية جزء من الجوامع، كانت تتمركز في ساحة مع إيوانات (غرف)للتدريس.
- هناك عدد كبير من المعالم الدينية في الأراضي العربية لأنها:

كانت تخدم أهداف اجتماعية متعددة وبذلك أكدت أحد مبادئ الدين
- التجارة أوجدت الخانات أو الفنادق الصغيرة على الطرق الرئيسة وداخل المدن، وأعطت التجارة شكلا خاصًا للمدينة إذ أحيطت الجوامع بالسوق.
- القصور كانت من المعالم المميزة مثل الحمراء في غرناطة والقصور العباسية في بغداد، وجميعها اشتهرت

بالرسومات والفخامة.

### العمارة والديكور
- كانت مشتقة من الفن الروماني في حوض البحر المتوسط، بالأخص في القنوات والسدود
- الدعامات الأساسية كانت الجدران: حجرية غالباً ومن الطوب في العراق وإيران ومصر
- السقوف خشبية عادة كما في المنازل والجوامع
- البوابات كانت تغطى بنصف قبة مزينة بإتقان
- الزخرفة تقليدية: رسوم ولوحات، تماثيل خشبية وحجرية، وعرف الجبس العادي والملون في العراق وإيران.
- المقرنصات: عناصر جمالية غطت أماكن الانتقال، وهي عبارة عن مجموعة وحدات ثلاثية الأبعاد بمقطع متقوس.

كل هذه الإشارات لزيادة الهدوء والسكينة وإضفاء جو خاص للعمارة الإسلامية.

### الرسم والديكور
في التأمل في أعمال الفن الإسلامي بخلاف المباني عموماً يظهر ما يلي:
- غياب الكائنات الحية في أشكال التمثيل،
- كثرة المنسوجات والخزف والزجاج والمعادن.

عدم الدراسة الدقيقة لهذه الظاهرات قد تكون مضللة.

#### تمثيل الأشكال الحية
في الفترة الأولى من الإسلام لم يكن هناك ممارسة تشير إلى وجود أشكال حية في التمثيل الفني. كان هناك عدد قليل من الأصنام التي رفضها الإسلام ولكن ليس في الرسم، وكان هناك أيضا عدد قليل من الأشياء المستوردة الفاخرة والمزينة التي لا يبدو أنها تزعج حدا. وبعبارة أخرى، رغم أن الإسلام يؤكد بكل قوة أن الله هو الخالق ولكن لا توجد مبادئ مرتبطة بمسألة تمثيل الأشكال الحية.
عند الفتح الإسلامي، منطقة البحر الأبيض المتوسط والعالم الإيراني كانت غنية بتاريخ الرسم والنحت، في كل موضوع يمكن تصوره وفي عشرات من الأساليب المختلفة. علاوة على ذلك، فإن القرن السابع وكان فريدا من نوعه في تاريخ الفنون. أكثر من أي فترة أخرى في التاريخ، فالتمثيل كان له دور أساسي في شؤون الكنيسة والدولة. حيث كثرت الرموز. الناس في جميع المستويات، من عامة الشعب ومن المثقفين، كانوا معتادين على التعامل بالقطع الفنية سواء من حيث قيمتها وفعاليتها.
كان واضح أن العرب افتتنوا بهذا النوع من التمثيل. مدى هذا الأغراء كان واضح في المعتكفات الأموية الخاصة، حيث هناك ثروة من الصور من جميع الأنواع توضح قوة الأمراء الجدد، على سبيل المثال، لوحة جداريه في حمام قصر عمرة في الأردن. وعديد من الأمثلة الأخرى المشابهة التي اختفت في وقت لاحق، وتشير الدلائل إلى أمثلة مشابهة في الأدب الأموي.
في الوقت نفسه، كان أكثر شيوعا لدى المسلمين رفض الممارسات الفنية التي تستعمل الصور. هذا الرفض كان جزئياً قائم على اللاهوتية الإسلامية، حيث السلطة المطلقة هي لله وساعدت في ذلك أيضاً الخطيئة الوثنية. ولكن هناك ما يدعو إلى الاعتقاد بأن التبرير اللاهوتي تلى هذا الرفض، بدلا من أن يسبقه. المواقف الاجتماعية والسياسية كانت أهم من ذلك بكثير. الأخلاقية العربية والإسلامية لم تثق بأي وسيط بين الإنسان والله.
من وجهة نظر سياسية كان واضح وجود مخاطر تنطوي على اعتماد الطرق السائدة عند المسيحيين. التقليد قد يضر وسائل الثقافة الجديدة التي هي الأفضل والتي ستكون طريق مثالية يتبعها الآخرون. أيا كان الأمر، أشكال التمثيل الحية لعبت دوراً محدوداً في الفن العربي الإسلامي، أكثر مما كانت عليه في التقاليد الفنية الأخرى. ولكن في فن الأمراء كان هناك ذوق ومؤثرات خارجية ثابتة. ونتيجة لذلك، أعمال فنية تمثل الحياة كانت موجودة في المنحوتات الأسبانية الجميلة، في النجارة في مصر، وأيضا في العديد من اللوحات الجدارية في قصور سامراء. المواضيع المشتركة لهذه الفنون كانت تمثل مشاهد صيد، وولائم، واستماع للموسيقى، ومشاهد راقصات أو بهلوانية.
الاستثناء الثاني هو صعب التفسير. في القرون الثاني عشر والثالث عشر، فجأة كل التقنيات تقريبا كانت بصور لأشكال حية. السيراميك والأواني الزجاجية، والمعدنية، التي كانت تُنتج لقطاعات واسعة من المجتمع، وتشمل جميع أنواع الصور. 
حتى في النحت الذي يبدو في عدد من المعالم المعمارية الرسمية، ومنها 'قلعة حلب، وفندق في سنجار في العراق، وبوابة في بغداد. 
ثم، في القرن الرابع عشر، تقريبا، هذه التقنيات كما بدأت فجأة اختفت فجأة.

### الحمراء، فناء الأسود

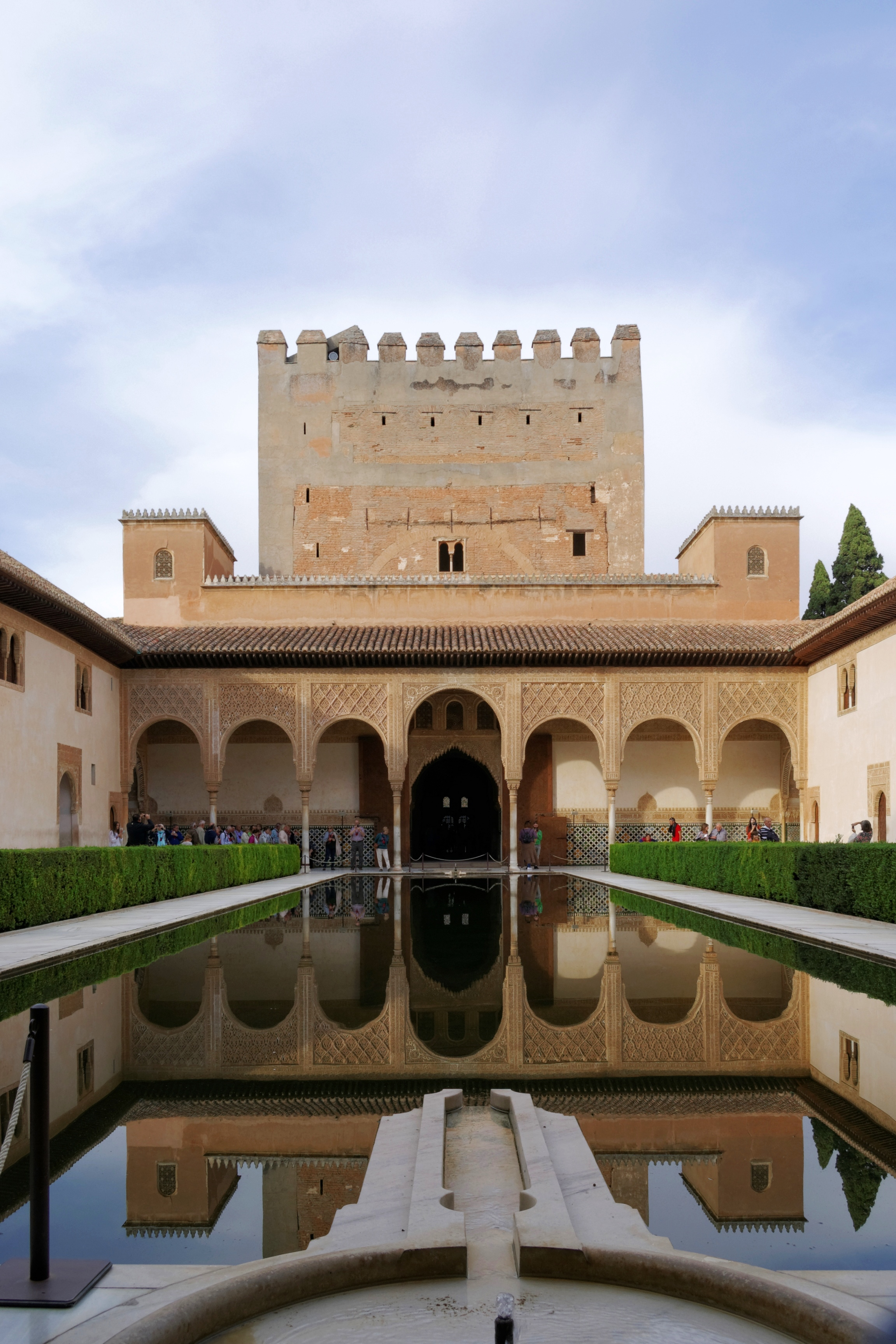
هذا الفناء استخدم من قبل سفراء وضيوف كرام، وكانت جزءا من المبنى القديم. الغرف مفتوحة على الفناء، الذي كان يحيط بها رواق مع أعمدة من الرخام. له بركة سباحة في الوسط، وتحيط بها صفوف من الجبال على جانبي ميرتل. في الشمال ساحه كبيرة وقاعة العرش : قاعة السفراء. السقف المقبب يبدو وكأنة خلية نحل، رسمت بمجموعة واسعة من الألوان أو باللون الذهبي فقط.

قصر الحمراء هي واحد من أشهر وأهم المعالم في العمارة الإسلامية. ومع ذلك، والغريب أنها لا يزال غير مفهوم بشكل واضح. بل كان غرض بناؤه أقل وضوحا مما توحي به أدلة معاصرة وقصص رومانسية مثل كتاب واشنطن إيرفينج. قليل يعرف عن نشاطات الأولى أبعد من ردود الفعل الشاحبة المحفوظة في الشعر والنثر.
في القرن الثالث عشر بنو نصر، آخر سلالة مسلمة حكمت الأندلس، جعلت غرناطة عاصمتهم، وحولت تلة الحمراء إلى مدينة حقيقية. تم الانتهاء من بناء الجدران الخارجية، والمياه جلبت من قناة مائية (aqueduct) من فوق الجبال، وأنشئت بلدة في المنطقة الواقعة في أقصى غرب قمة جبل.
المسجد، والحمامات، والمنازل تم بناؤها للأمراء وللحاشية، وقد صممت حدائق رائعة، والتي زرعت في الجدار ومنحدر الجبل فوقه. وشيد مكان دفن ملكي مميز (burial).
اليوم لا يوجد الكثير من هذه المباني، باستثناء الجدران الخارجية والقلعة، وانه من المستحيل إعادة بناء طابع الحمراء في فترة الازدهار، القلعة كمدينة في المدينة، نموذج من الفترة الأخيرة من العصور الوسطى للإسلام.
بقي عدد قليل من النصوص، ولكن في شعر البستنة لأبن لايان (Ibn Luyun) تشير إلى المحبة والرعاية التي كانت تنفق على الحدائق، ولكن المظهر الحقيقي يمكن فقط تصوره.

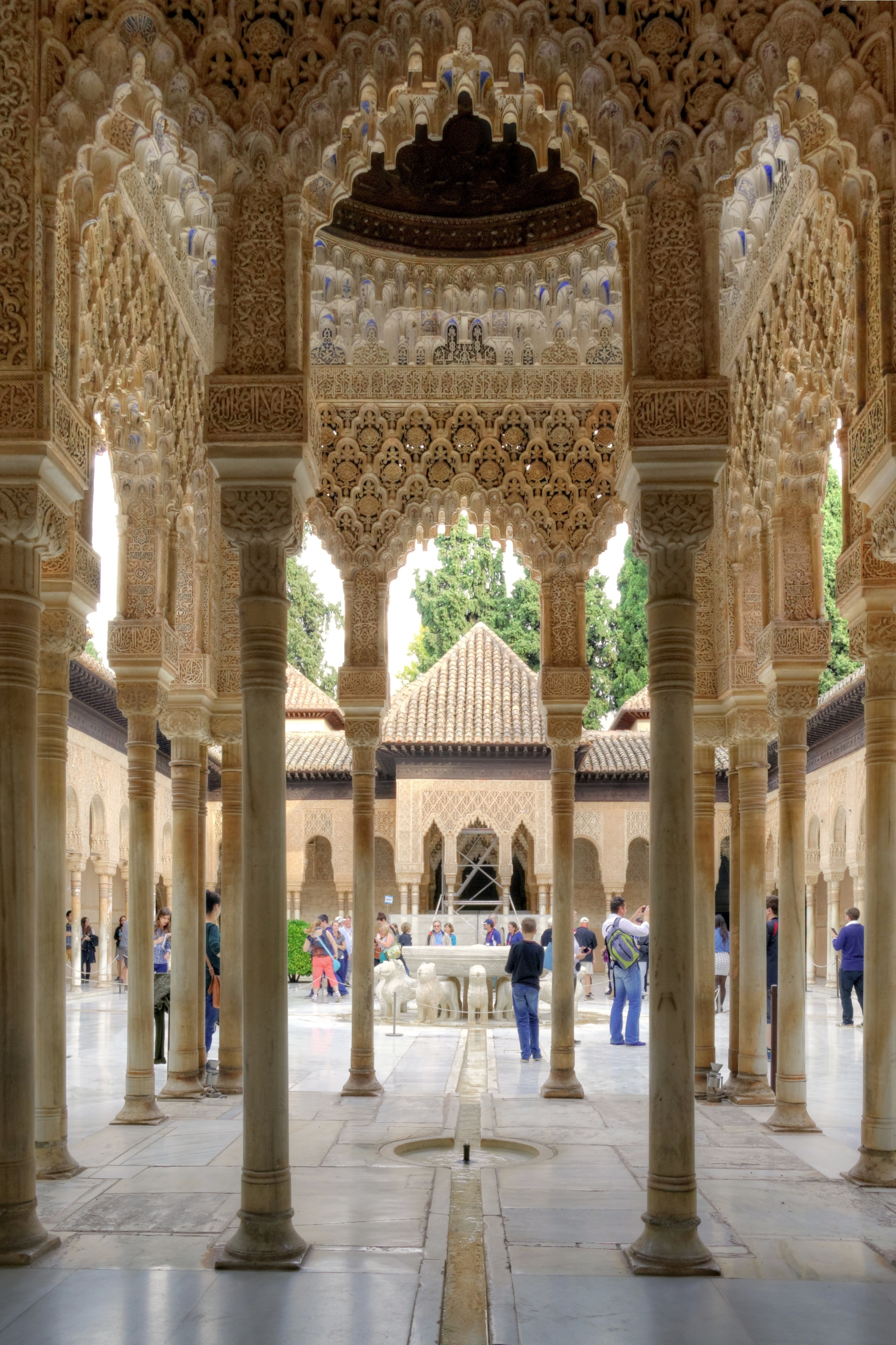
فناء الأسود

ماذا تبقى محفوظ بشكل معقول اليوم، اثنتين من الوحدات المعمارية الكبيرة، وضعت بزاوية قائمة مع بعضها البعض. لكل منها فناء وسطي مفتوح مع بئر ماء "في المنتصف—بركة طويلة في فناء ميرتل ونافورة في فناء الأسود. هناك عدد من الغرف والقاعات مفتوحة على فناء واسع بشكل مباشر أو عن طريق أقواس. توجد حمام واحد بين الوحدتين، وعدد من الغرف الصغيرة والأفنية بين المدينة الرسمية والقلعة. من الاحتمال، أنة كان هناك مساكن تحت محكمة الأسود في منطقة تم بناؤها من جديد بعد الفتح المسيحي.

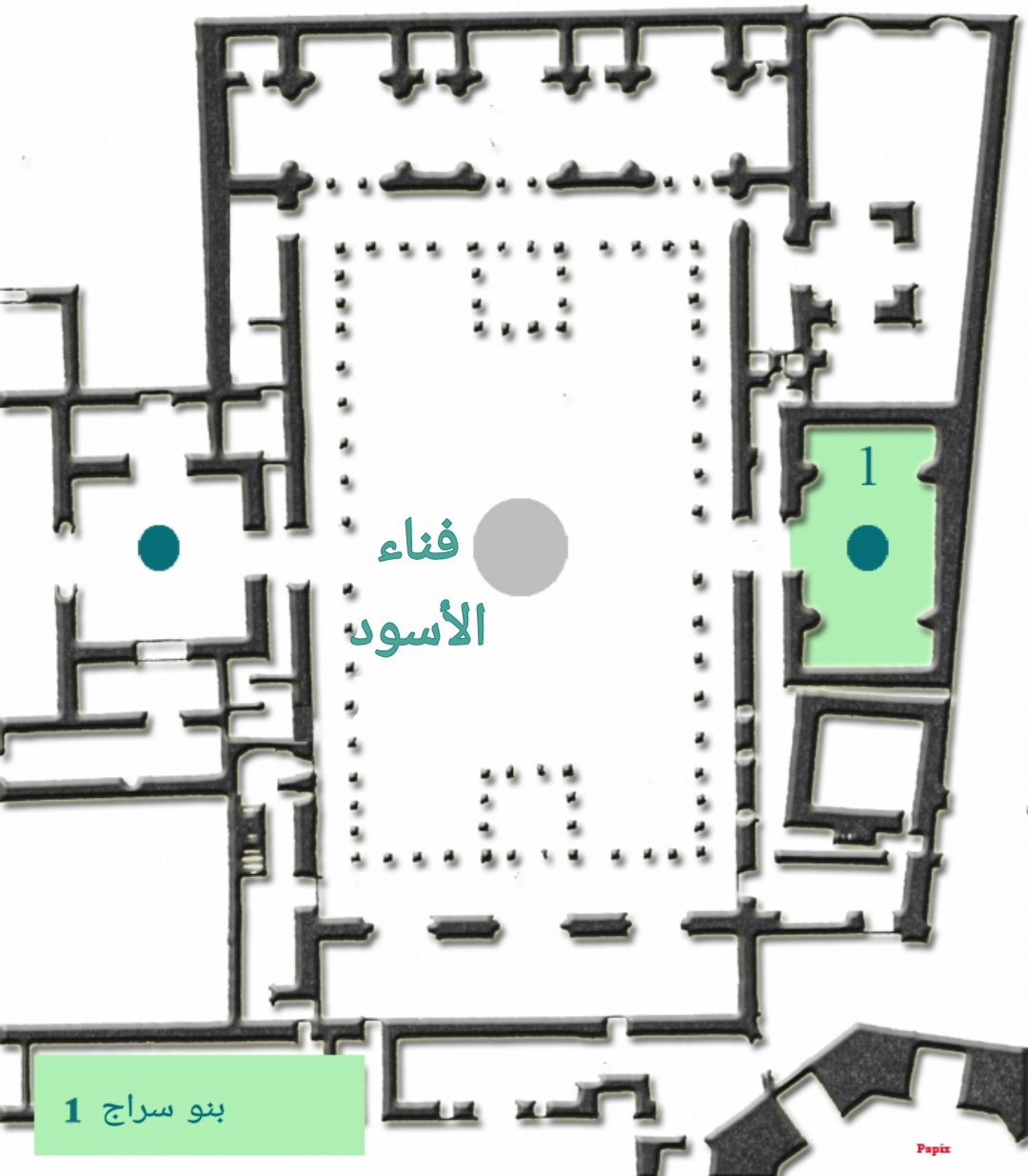
مسقط افقي لفناء الأسود

وفقا للتقاليد التي تعود إلى عصر النهضة، فقد تم تعيين أسماء ووظائف لمعظم الغرف والأفنية. ولكن أيا من هذه الأسماء والوظائف هو أصلي. في الواقع، الحمراء، كما خططت مجدداً، في النصف الثاني من القرن الرابع عشر (وربما بعد فترة قصيرة من 1369) من قبل محمد الخامس، لم يكن للتصميم أهداف محددة أو الاحتفالية. في جزء منها، تم بناءها كنصب تذكاري للاحتفال بعيد النصر على الأعداء داخل المملكة وخارجها، وكان آخر انتصار كبير للسلميين في إسبانيا.
القصيدة المكتوبة على نافورة الأسود تقص عن بطولة المجاهدين في الحرب وعن قوة القصر العسكرية. ولكن، بشكل آخر أعمق بكثير: الحمراء هي فكرة مكان مجرد يتكيف لأي نوع من النشاطات التي يختارها الأمير وهذه النوعية، الوهمية (chimerical quality)، واضحة في التكوين المعماري. ومن السمات اللافتة لفناء الأسود أنها بلا حدود في دقة الأشكال. الهياكل المعمارية، حقيقية ملموسة ومرتبة بطريقة تؤدي إلى خلق تغيير عابر للانطباعات.
الرخام القوي الثمين مجموع مع الجص الرخيص. تصميم الساحة تبدو متماثلة تماما، ولكن في الواقع تم تغيير التركيبة ألإنشائية والتي لا تتطابق مع مواصفات التصميم، كما يتضح، على سبيل المثال، في طريقة فرز الأعمدة المزدوجة.
في جميع أنحاء الحمراء، وخاصة في فناء ميرتل، حيث يثير على وجه الخصوص—المساحات المفتوحة والمغطاة متوافقة ومتناقضة وفقا لنظام الذي فية المناطق الداخلية متداخلة مع المساحات الخارجية. هذه النوعية الوهمية موجودة أيضاً في التزيين. كل شظية ممن يسمونه مقرنص (الحليمات) مصممة بأبعاد ثلاثية تحدد شكل الفراغ، مشكلة خط معقد ورسم مستقل للأسطح. مع ضوء النهار أو الليل، نفس الخصائص تظهر بطرق متناقضة: الركود أو المسيطرة
الأعمدة المضائه في الليل تصبح خلال اليوم داكنة مع أشعة الشمس. من الممكن أن نقول إن هذه التناقضات غير العادية، عُملت بعناية خاصة، وألى حد ما لها معاني متناقضة. صُممت بنهج مستلهم من الجنة. القصائد الواردة في واحدة من القباب على جانب فناء الأسود تشبه بالقبة السماوية. التفسير الآخر يجسد فكرة انه «لا يوجد فائز الا الله» والتي تتكرر في جميع أنحاء المبنى.
المعنى الحقيقي للحمراء هو عين وعقل وروح الناظر إليها.

### مسجد القيروان

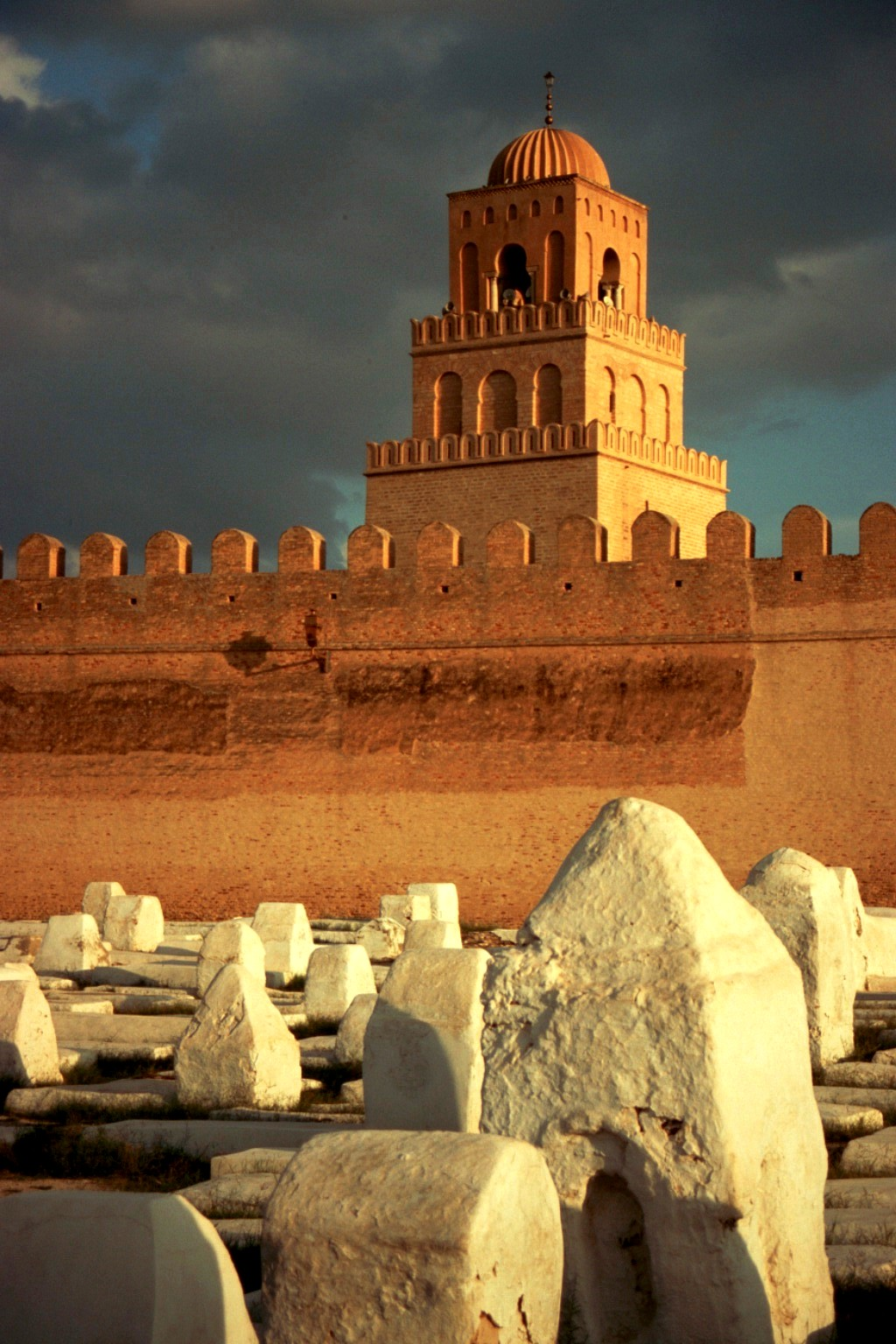
مئذنة جامع عقبة بن نافع

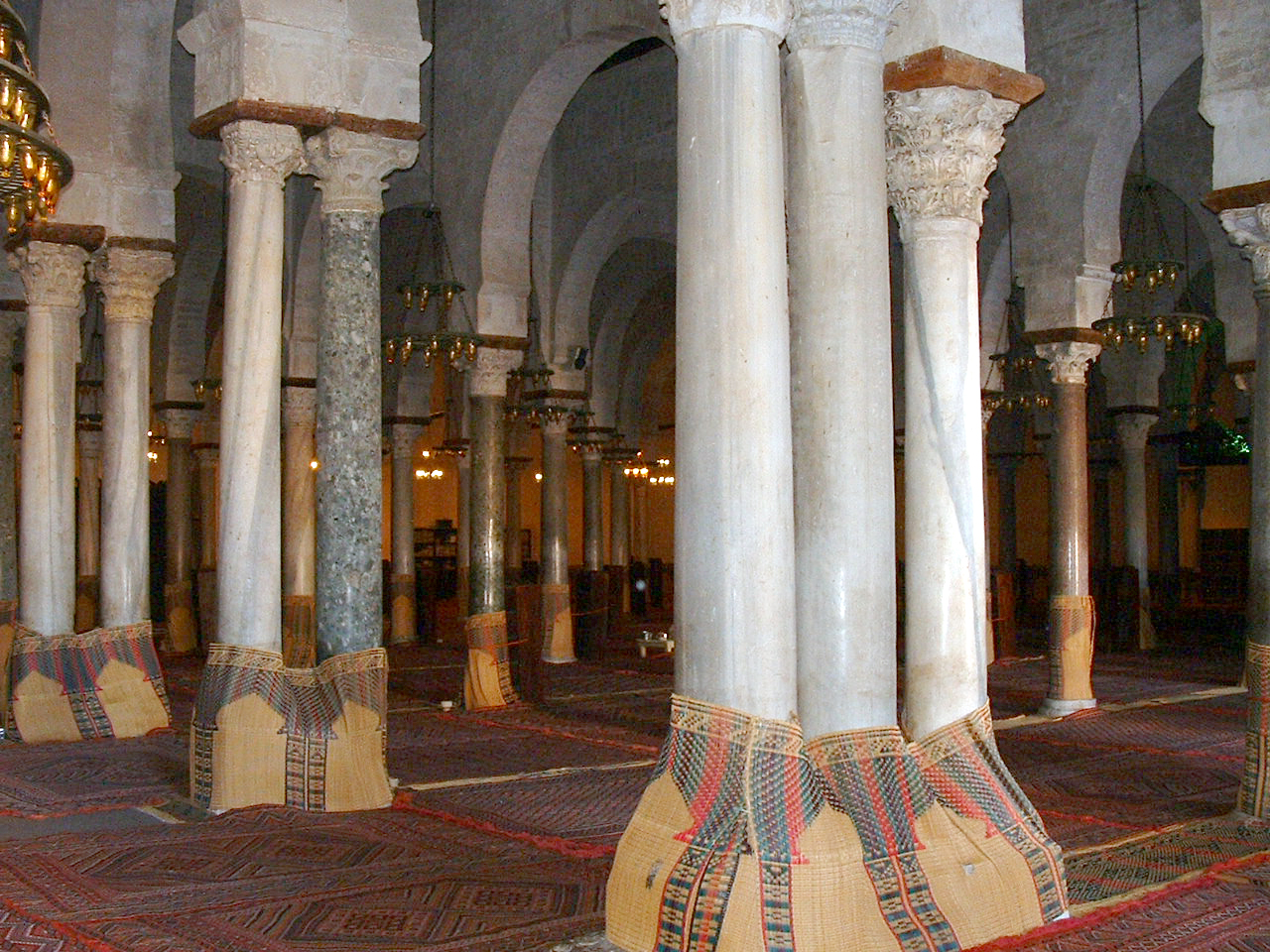
بيت الصلاة

يعتبر جامع القيروان الكبير أباً لجميع المساجد في الغرب الإسلامي. بنى عقبة بن نافع فاتح من شمال أفريقيا مسجدا بسيطاً هناك وأعيد بناءة وتوسيعه عام 695.
من الخارج أم من الداخل، تُعتبر الأحسن محفوظة، نمطية من أوئل النماذج النمطية للمساجد الإسلامية. الغلف الخارجي بسيط وجميل، المئذنة الضخمة المربعة لدعوة المؤمنين إلى الصلاة وهي رمز للفتوحات الإسلامية. خلف الجدار بضعة أبواب تُؤدي إلى الفناء، وراء هذا يوجد بهو أعمدة ضخم الذي على محورة توجد قبتين
ندرة التكوين الضوئي هو مثال عن أسلوب حياة المسلمين الأوائل. في الغلاف الخارجي لا يوجد زخرفة، في الداخل فقط منطقة المحراب مزخرفة بالبلاط البراق المستورد من العاصمة العراقية. المنبر الخشبي هو أقدم ما حفظ عليه في جميع أنحاء العالم الإسلامي، بما في ذلك أجزاء من المقصورة.
من التزامات الإسلام المبكرة، والمتأصلة في وجهة النظر التقليدية للخلفاء أنة لا ينبغي أن يصرف الانتباه عن الصلاة، والذي يُرمز له من خلال نقاء وبساطة الأشكال المعمارية. وعلاوة على ذلك، في شكل وحجم المسجد يوجد التأكيد على وحدة مجتمع المؤمنين. يتساوى الجميع في غرفة القيروان الكبيرة. والاستثناء الوحيد هو منصب الأمير الذي له ما يبرره، ليس لأن الأمير كان أكثر أهمية من غيره، بل لأسباب أمنية لأن عدة الخلفاء تعرضوا لهجمات وقتل في المسجد.

المسقط الأفقي للجامع

في هذا الفضاء المفتوح داخل المدينة، تقع منطقة واسعة وسط البيوت الصغيرة والشوارع الضيقة، مركز لكل الأنشطة الاجتماعية ولحل القضايا السياسية. مسجد القيروان له عدد من السمات (على سبيل المثال، المآذن والقباب)، والذي أصبح فيما بعد نموذجاً للعمارة الإسلامية الغربية، وخصائصها الأساسية يمكن إيجادها في جميع أنحاء العالم الإسلامي، من سهول آسيا الوسطى إلى المغرب، وفي جميع الفترات. كانت النموذج الأول للثقافة العربية التي قدمت مساهمة فعالة في عملية التصميم المعماري.

### جامع قرطبة

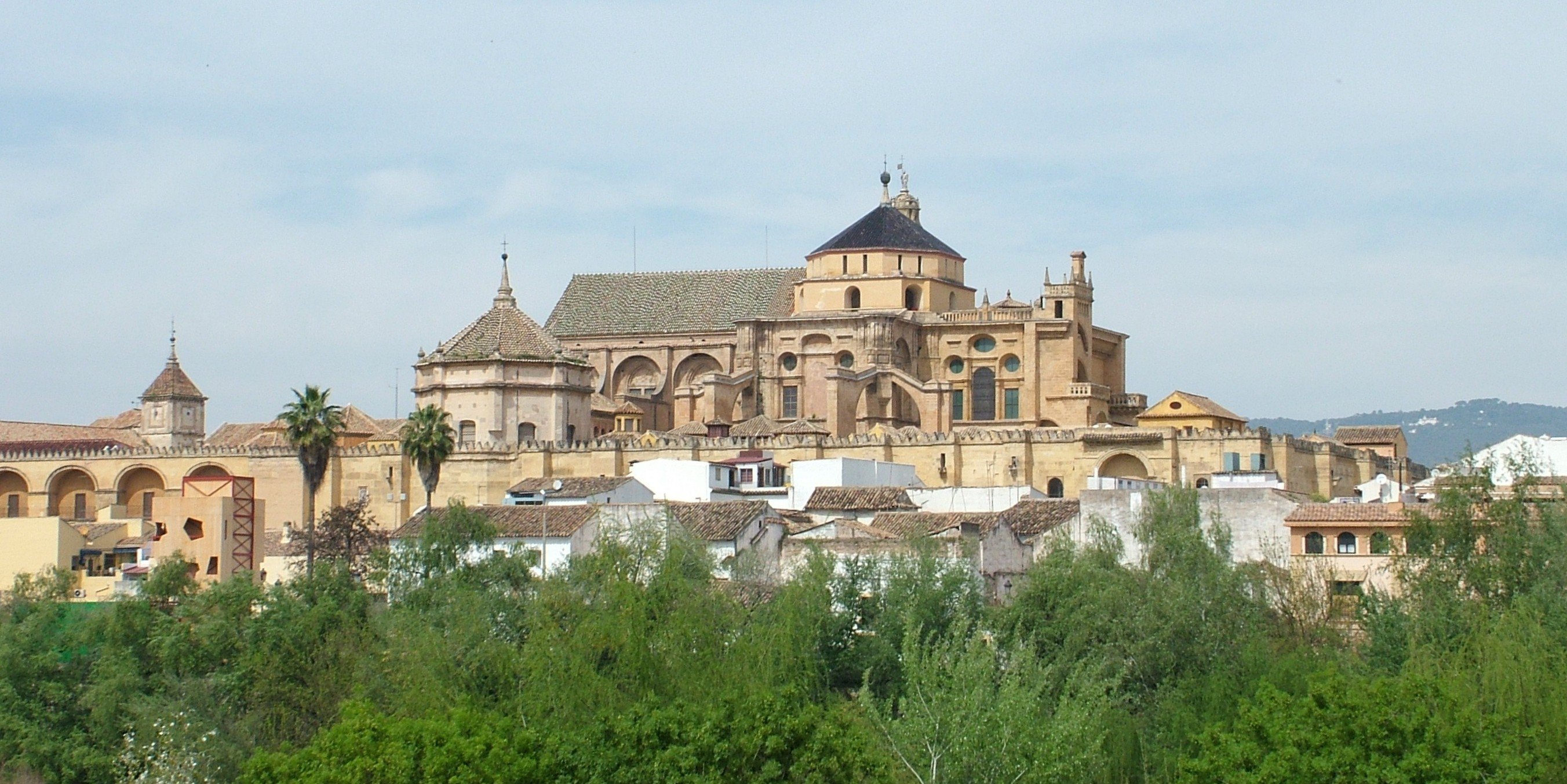
جامع قرطبة

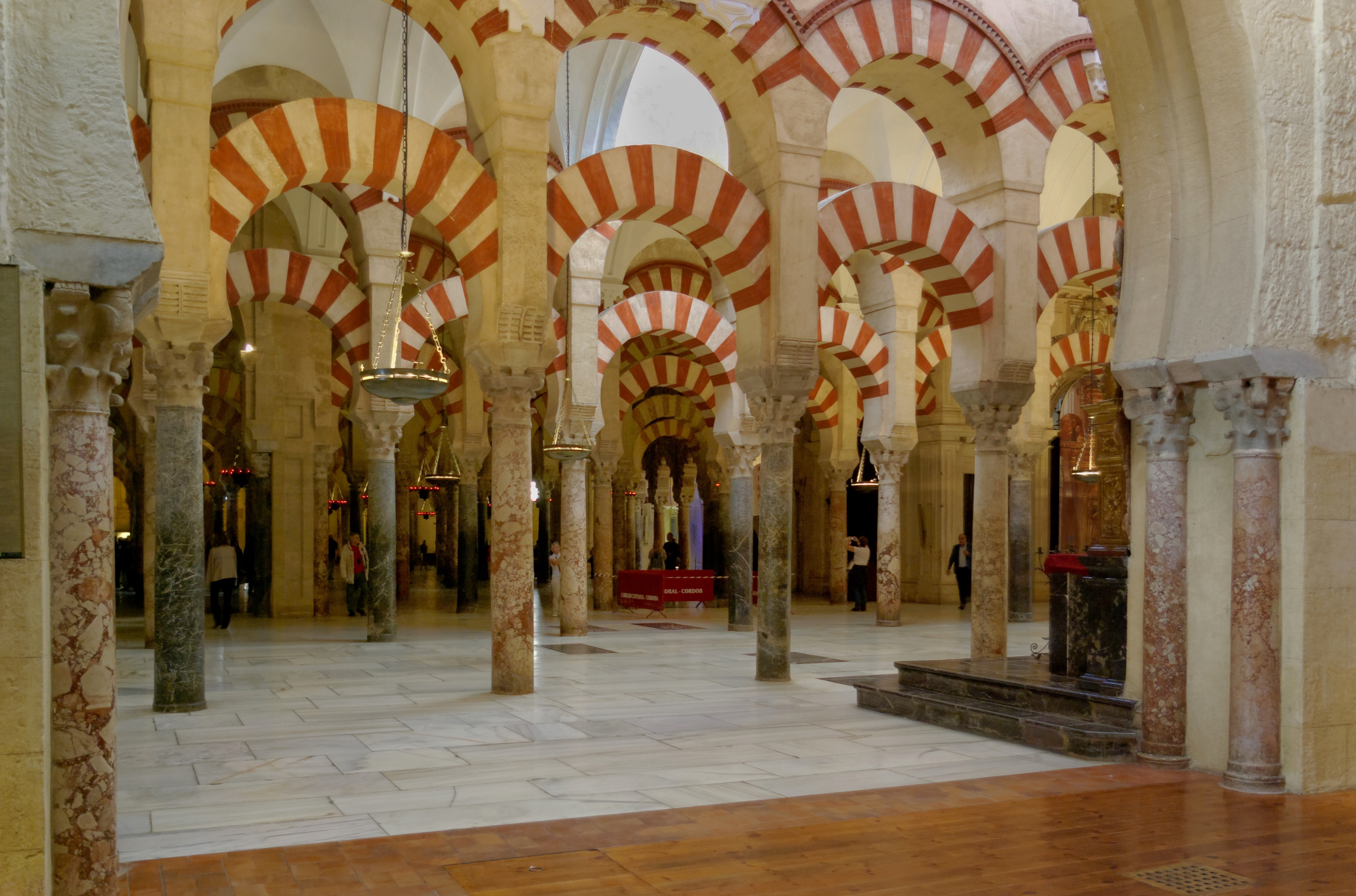
هذا المسجد معروف في إسبانيا باسم "La Mezquita" في الوقت الحاضر يستخدم ككاتدرائية. اعمدة من التلك (الحجر الأملس

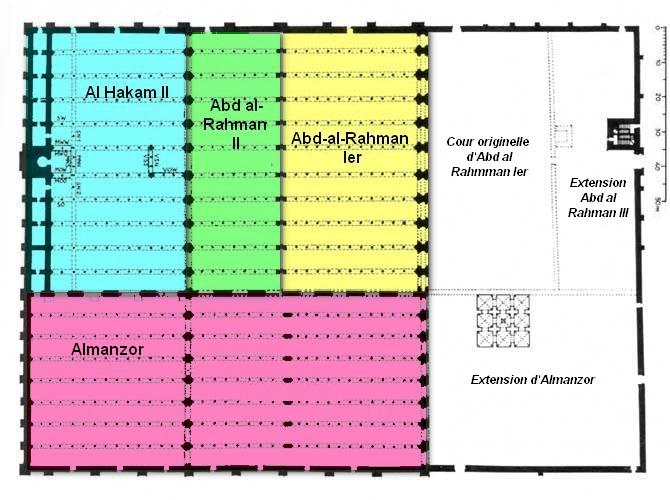
مسقط افقي لمسجد قرطبة قبل 1236

جامع قرطبة محفوظ بشكل جيد، لأن الغزاة المسيحين، بدلا من تدميرها إستخدموها ككاتدرائية، وهي واحدة من أفضل الأمثلة من المسجد ببهو معمد. بدأ بنائها في 785 وتوسعت في 848، 961، 987 مع نمو وتطور مدينة قرطبة.
الجامع يتكون من مجموعة من الأعمدة التي تدعم أقواس وسقف مسطح. يبدو في غاية البساطة والمرونة ويظهر خصائص الفضاء الذي رغبة أوائل المسلمين بأن يكون كبيرا بما فية الكفاية لاحتواء العدد الأكبر من المؤمنين وأن يكون ملائم للتدريس وللقائات الخاصة أو لغيرها من احتياجات المجتمع.

#### المحراب
المحراب هو من العناصر المميزة للمسجد، عادة على شكل نصف دائري، وطيفته ألإشارة إلى اتجاه مكة المكرمة، ويرمز أيضاً للمكان الذي أم فيه الرسول المصلين.
محراب مسجد قرطبة فريد من نوعه، وهو غرفة صغيرة من دون نوافذ. له أثر رائعة جدا من مسافة بعيدة، على مسافة قصيرة يصبح كوة مظلمة وغامضة، بل أيضاً مصدرا للحضور الإلهي، أو على الأقل واحد من أبوابة. وهو أول محراب في العمارة الإسلامية الذي يمكن أن نولية أهمية صوفية. المحراب مصمم ليكون عمل فني رائعة

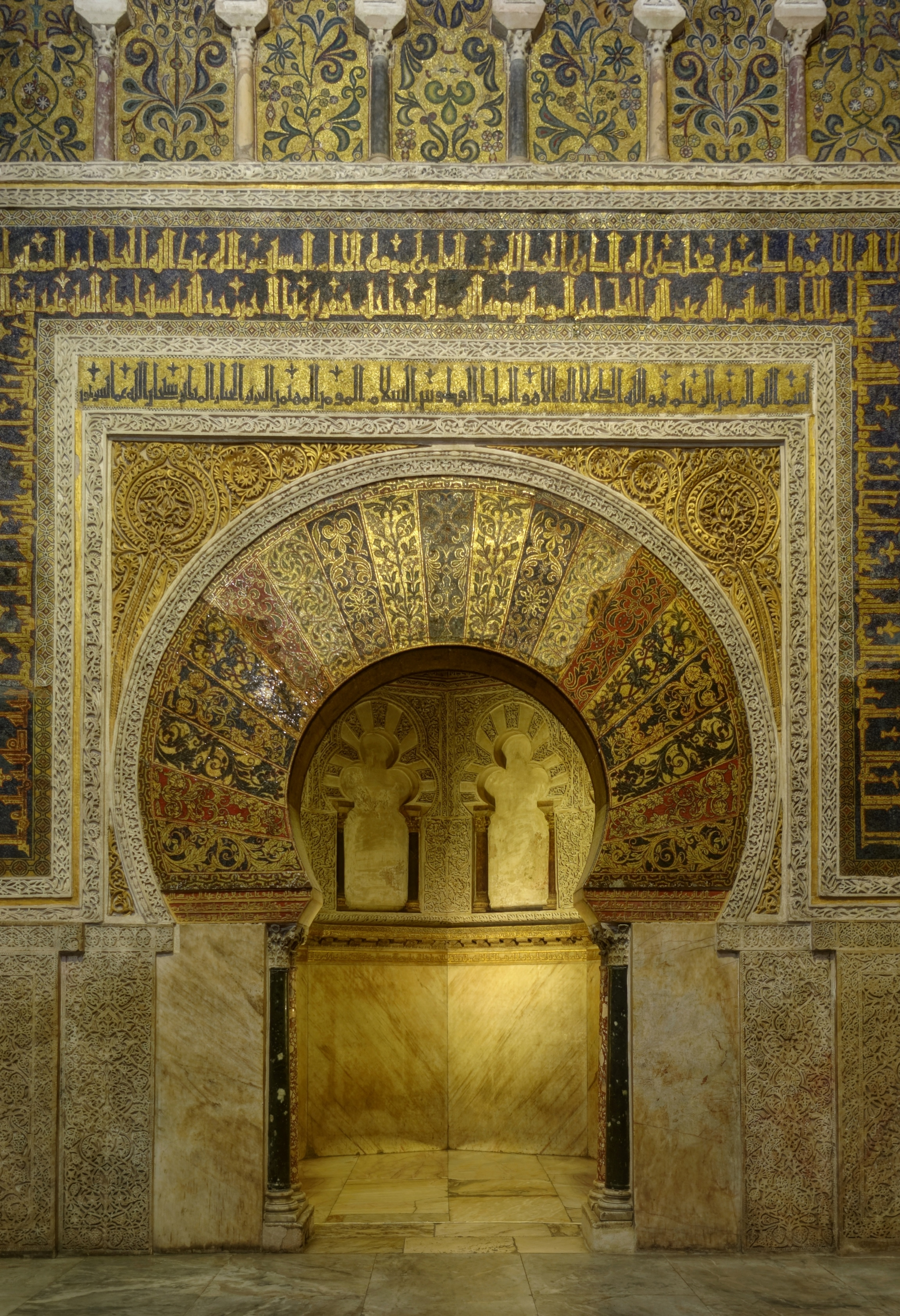
المحراب

الخليفة الحكم الذي بناه في عام 961، تشير الأنباء، أنه «أمر من» الإمبراطور البيزنطي ان يرسل لة فيسفائي ليزيين المحراب بنفس الطريقة التي زُين بها جامع دمشق. 
وقد أرسل الإمبراطور البيزنطي المطلوب، وكذلك ثلاث حقائب تحتوي على مئات من مربعات فيسفائية. فإن، كما يقول الفيسفائي، أنة علم عديد من العمال المحليين لدرجة انهم أصبحوا أكثر مهارة منه، وكذلك جاؤوا أشخاص من جميع أنحاء الأندلس للمساعدة في تزيين المسجد.
بغض النظر عن صحة هذه الحقيقة، النقطة المهمة ان الحكم أراد إقامة نصب تذكاري مشابهة للجامع الكبير في دمشق الذي هو أول مسجد كبير في العالم الإسلامي.
في جزء منفصل داخل المسجد، توجد مقصورة كبيرة محجوزة للأمير. عديد من الأقواس متعدد السطوح وضعوا حول البحور، وكل بحر (bay) مغطى بقبة. الرئيسية، لها سمات وخصائص جديرة للملاحظة.

#### نظام البناء
واحد هو نظام البناء. 
انها احتفظت الطريقة التقليدية للانتقال من المربع إلى القبة بمنطقة انتقالية مثمنة. ولكن سلسلة من ثمانية الأقواس متقاطعة بينها أضيفت فوق المثمن. 
في الأصل هذة الأقواس هي بمثابة أضلاع هيكلية هدفها توزيع ضغط القبة إلى عدد أكير من النقاط.هذا النظام في وقت لاحق من الزمن أصبحت من سمات العمارة القوطية.
تجربة المسلمين هي واحدة من أوائل التجارب المعمارية التي يمكن العثور عليها في غرب البحر الأبيض المتوسط.
كان الهدف الأساسي من التصميم هو كسر كروية الفراغ في القبة إلى عدة مستويات ومن عدة زوايا. 
تداخل هذه المستويات أعطى قبة صغيرة وخلق وهم الارتفاع الكبير. والذي حقق عن طريق كسر الأشكال تريجياً إلى وحدات أصغر فأصغر، بنفس الطريقة التي يتبعها الشعراء المعاصرين في تحويل الكلمات إلى مقاطع أو حتى أحرف.
الجدير بالذكر أن الميزة الثانية لهذه القبة هي سطحها المزخرف بالفسيفساء. التي تضمن كتابة مجردة ونباتات وخطوط بسيطة. يمكن القول، مع ذلك، أن هذه الصور والنماذج لها معنى، كما هو الحال في المناظر الطبيعية المعمارية في دمشق. من الممكن أن تكون تلميح للجنة ولحث الأحساس الروحاني الذي يبعد الإنسان الحقائق الدنيوية.

### مدرسة السلطان حسن

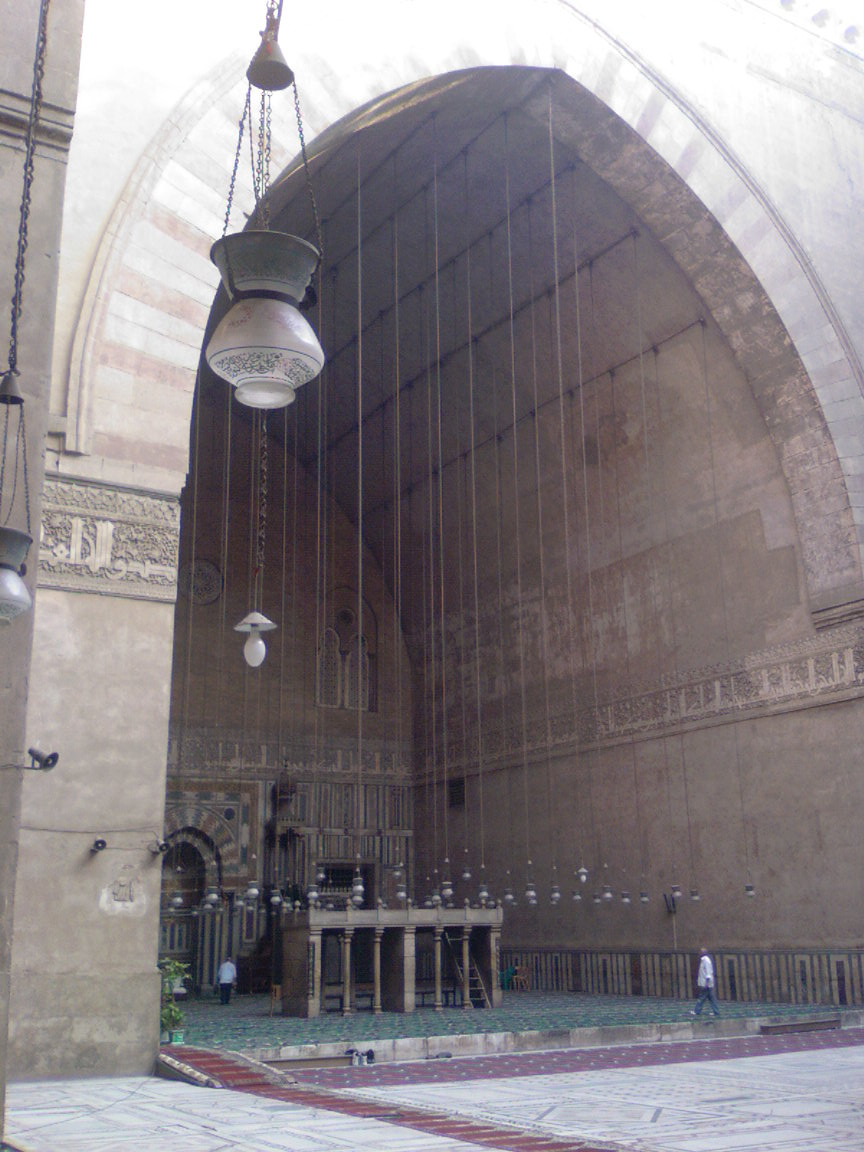
مسجد السلطان حسن من الداخل

مدرسة السلطان حسن بنيت بين 1356 و 1363. والغرض منها واضح بما فيه الكفاية، وهو إنشاء مؤسسة هدفها التدريب الروحي والقيادي داخل المجتمع المسلم. والتي فيها كان يشيد ضريح مؤسسها.
المنطقة الأصلية لهذه المؤسسة هي المدرسة الدينية، والتي عرفت على نطاق واسع بحلول القرن الثاني عشر، مثلاً في سوريا، ومصر، والأناضول، كان هناك العدد الأكبر من هذة المؤسسات. من الجدير بالذكر انة كان هناك اعتراض على عملية تمجيد المؤسس بدفنة بعد الموت في نفس المؤسسة.
لم يختلف نصب السلطان حسن بأي شكل من الأشكال عن النصب التقليدية باستثناء مميزتين هامتين :
- أولا، في التصميم تتمثل مذاهب السنة الأربعة، حول الفناء هناك أربع قاعات كبيرة (إيوانات)، واحدة لكل مذهب. كل منها مقسمة إلى ومساكن للطلاب وللأساتذة، نوافذ هذه الغرف تطل على نصب أو ضريح السلطان.
- وثانيا، قبر المؤسس كان يقع في مكان لائق. بدلا من أن يكون بالقرب من مدخل أو في ركن منعزل من المبنى، كما درجت عليه العادة، كان هناك مقبرة كبيرة تقع ليس فقط على المحور الرئيسي للمبنى، ولكن أيضاً باتجاه القبلة.

هذه الخصائص التقنية تجعل من مدرسة السلطان حسن معلم رائع ومثير للاهتمام. ولكن هناك سمة غريبة واحدة هي الاسم الذي تحمله المدرسة: السلطان حسن الذي دفن هناك كان شخصية فريدة متواضعة، تولى العهد وهو في الثالث والعشرين وقتل وهو في السادسة والعشرين من عمره في عام 1357. ورغم أنه شاب متدين، إلا انه لا يمثل شخصية هامة في تاريخ مصر مثل الناصر بيبرس أو كأي قائد ترك معالم في أرجاء القاهرة.
وبهذا، كيف كان من الممكن لشاب مثل السلطان حسن أن يكون داعم لأكثر المدارس أهمية في القاهرة؟
الوثائق الدقيقة الموجودة قليلة وكانت تعكس الجو العام لا أكثر: منتصف القرن الرابع عشر كان وقت اغتيالات كثيرة وتجارة كاسدة واضطرابات سياسية. الحكام المماليك كانوا عبيد أو أمراء من أصل قوقازي أو تركي، ضعفت سيطرتهم، بينما الطبقة الوسطى في المدن، كان لها سلطة مالية وإدارية كبيرة في الدولة.
يمكن اعتبار مدرسة السلطان حسن كنصب للتقوى الشعبية، والتي بُنيت خصيصاً لتجديد مسارات المجتمع المصري.
ولتكريم أمير مملوكي ولتشديد على التعلم التقليدي الإسلامي، الذي يواجهه مفاهيم مهمة مثل القدرية.
حتى اليوم، التقوى الشعبية نسجت أساطير حول المقدس السلطان حسن، حيث تجتمع النساء في النصب التذكاري لتسمع وتقول قصص عنه. هذا النصب يساعد على فهم تعقيد الدين الإسلامي في أواخر العصور الوسطى. وعن تزايد التقاليد الشعبية في العلاقة مع الأرستقراطية.
وثمة جانب آخر ملفت للاهتمام في مدرسة السلطان حسن وهو الطابع المعماري. إنها مثال نادر للنصب الحضري الذي يمكن رؤيته من جميع المناطق. وهو ضخم وارتفاع بوابته 26 مترا ومئذنته ارتفاعها 82 مترا.
تصميمه يتميز في الخطوط العمودية، النوافذ المجوفة، الجدران العارية إلا من كورنيش يمتد في كل أنحاء المبنى. كل هذه المظاهر المعاصرة ربما أوحت للمهندس المعماري الأميركي لويس سوليفان عندما صمم المباني التجارية في المناطق الحضرية في القرن التاسع عشر. معماريون مدرسة السلطان حسن طوروا أشكال معمارية ممكن استخدامها عالميا.